# Alemán estándar

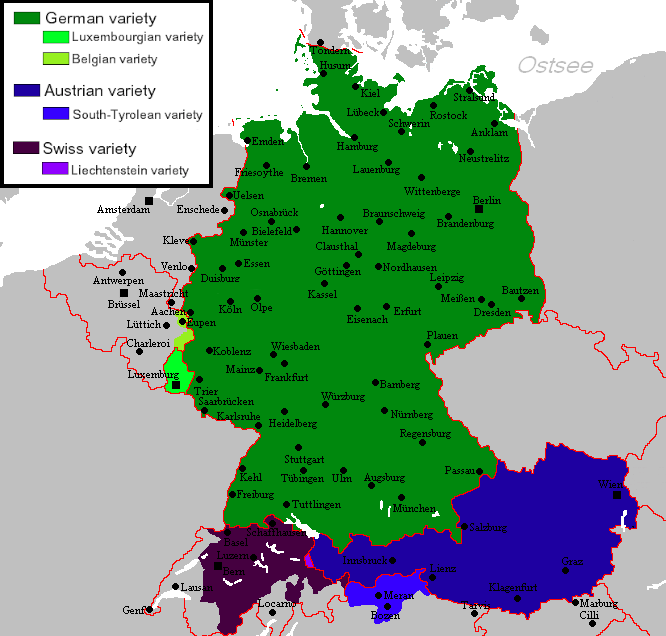
Variedades estándares del alemán

El alemán estándar (en alemán: Standarddeutsch, pronunciación: /ˈʃtandaʁtˌdɔɪ̯t͡ʃ/ⓘ, coloquial y comúnmente Hochdeutsch, pronunciación: /ˈhoːxˌdɔɪ̯tʃ/ⓘ, en Suiza, Schriftdeutsch, pronunciación: /ˈʃʁɪftˌdɔɪ̯t͡ʃ/ⓘ) es la variedad estándar del alemán usado en la lengua escrita, en contextos formales y para la comunicación entre diferentes áreas dialectales. Es también la variedad más común del idioma alemán en la actualidad. Puesto que el alemán es una lengua pluricéntrica, existen diferentes variedades de alemán estándar.

## Descripción
El alemán estándar no se originó como un dialecto tradicional de una región específica, sino como una lengua escrita, desarrollada en un proceso de varios cientos de años durante el cual los autores trataron de escribir de una manera que pudiera ser entendida en grandes áreas. Hasta aproximadamente 1800, el alemán estándar fue casi exclusivamente una lengua escrita. En esta época la gente del norte de Alemania, que hablaba dialectos del bajo sajón (Nedersaksisch) muy diferentes del Hochdeutsch, aprendían este casi como una lengua extranjera. Más tarde la pronunciación del norte fue considerada estándar y se extendió hacia el sur.  
En cuanto a la pronunciación, no hay un cuerpo de estándar oficial, pero hay una pronunciación de facto ("Bühnendeutsch"), más comúnmente usada en el habla formal y en materiales de enseñanza; es similar al alemán formal hablado en Hannover y sus alrededores. El apego a este estándar por parte de individuos privados y compañías, incluyendo los medios impresos y audiovisuales, es voluntario, pero común y muy extendido.

## Terminología
En los estudios sobre el idioma alemán, sólo las variedades regionales y tradicionales del alemán son consideradas dialectos, no las diferentes variedades de alemán estándar. Estas últimas son consideradas Umgangssprachen y en Alemania han venido a reemplazar a los dialectos locales desde el siglo XIX. Las variedades de alemán estándar constituyen una mezcla de antiguos elementos dialectales con el alemán estándar. 
En alemán, el alemán estándar es llamado Hochdeutsch palabra que significa "alto alemán" en un sentido cultural y educativo. Sin embargo, el término puede confundirse con el sentido geográfico haciendo referencia al idioma hablado en las áreas altas al sur de Alemania a diferencia del bajo alemán hablado al norte del país. Para evitar la confusión, algunos lo llaman Standarddeutsch o alemán estándar. Por otra parte, al idioma alemán hablado en las zonas montañosas del sur se le llama también Oberdeutsch mientras se reserva Hochdeutsch para la lengua estándar.

## Pluricentricidad
El alemán estándar difiere regionalmente. Las distinciones más aceptadas son las que se dan entre las diferentes variedades nacionales: alemán estándar austríaco, alemán estándar de Alemania y el alemán estándar de Suiza. Además, hay lingüistas que opinan que existen variedades de alemán estándar dentro de la misma Alemania. Durante la coexistencia de la República Democrática Alemana y la República Federal de Alemania hubo estudios ocasionales que plantearon si había diferencias entre las variedades lingüísticas estándares de ambas repúblicas. 
Las diferentes variedades de alemán estándar (alemana, austríaca y suiza) difieren sólo en algunas pocas características, especialmente en vocabulario y pronunciación; en algunas instancias también difieren en gramática y ortografía. En la lengua escrita resulta difícil o incluso imposible discernir qué variedad de la lengua estándar se ha utilizado, pero en la lengua hablada es fácil reconocer por muchos hablantes cuál de las variedades se ha usado. 
Aunque el alemán estándar se ve influido en cierta medida por los dialectos locales, éstos son muy distintos. Todas las variedades del alemán estándar se basan en una tradición común de lengua escrita; mientras que los dialectos locales tienen sus propias raíces históricas, muy anteriores a la unificación de la lengua escrita.